# Clownstep
Clownstep ist eine Bezeichnung für bestimmte Musikstücke der elektronischen Musikrichtung Drum and Bass und Dubstep, insbesondere aus den Untergenre Jump Up. Typische Merkmale von Clownstep sind eine eingängige Wobble-Bassline („Humpa Humpa Humpa Humpa“), eingängig-simple Melodien und eine sehr einfache Drum-Struktur.
Der Begriff stammt von den Drum-and-Bass-Produzenten Dylan und Keaton. Keaton verwendete die Bezeichnung erstmals im Jahr 2001, um die Single Body Rock der Produzenten Andy C & Shimon zu beschreiben. Der in Body Rock verwendete Swingbeat könne Clowns zum Tanzen bringen, so Keaton. Populär wurde der Terminus, als ihn Dylan im Drum-and-Bass-Internetforum Dogs on Acid verwendete. Moderatoren des Forums zensierten das Wort, sodass nur ******** in Beiträgen erschien. Ein „clownsteppa-Smiley“ wurde eingeführt, der nun in vielen Drum-and-Bass-Foren weltweit verwendet wird.